# Yilexis Márquez
Yilexis Ósmar Márquez (9 de enero de 1982) es un karateka cubano que participó en los Juegos Centroamericanos y del Caribe organizada en Cartagena, Colombia en 2006. Fue merecedor de la medalla de plata, tras competir ante el puertorriqueño Omar Correa Acevedo, con quien cayó en una reñida competencia. En los XXI Juegos Centroamericanos y del Caribe, de Mayagüez 2010 no pudo participar, ya que Cuba no formó parte de este evento deportivo.
- Datos: Q6170008